# Mustafa the Poet
Mustafa Ahmed (28 de julio de 1996), conocido como Mustafa, anteriormente conocido como Mustafa the Poet, es un poeta, cantante, compositor y cineasta canadiense de Toronto. Lanzó su álbum de estudio debut, When Smoke Rises, en mayo de 2021.

## Infancia y juventud
Mustafa Ahmed  nació en Toronto, Ontario, y es hijo de padres sudaneses. Creció en Regent Park, uno de los complejos habitacionales más antiguos de Toronto. La violencia armada y las pandillas callejeras fueron parte de su infancia. Mustafa asistió a la escuela pública Regent Park Duke of York.
Mustafa saltó a la fama por primera vez gracias a sus poemas. Su hermana mayor le animó a escribir y le enseñó los efectos terapéuticos de la poesía desde niño. En séptimo grado Mustafa interpretó una pieza original, "A Single Rose" (una sola rosa), en la escuela pública Nelson Mandela Park. Recibió elogios en el Festival Internacional de Documentales Canadienses Hot Docs en 2009.

## Carrera

### 2014-2016: Poesía y Halal Gang
Mustafa apareció por primera vez en un vídeo del Toronto Star a la edad de 12 años, resaltando su capacidad para describir y evocar el lado crudo de Toronto a un público blanco y minorías no negras. Lo hace recitando el poema "A single Rose".
El 4 de octubre de 2014 Mustafa publicó "Rabba" con el colectivo de artistas Halal Gang (pandilla Halal) de Toronto. Sus miembros eran Mustafa (entonces también conocido como Mustafa the Poet), Puffy L'z, Mo-G, Safe y Smoke Dawg. Como miembro del colectivo canadiense de hip hop Halal Gang, Mustafa protagonizó varios videos musicales, incluido el sencillo "Feel" de Safe lanzado en octubre de 2016. 
En 2016 Mustafa fue nombrado miembro del Consejo Asesor Juvenil de Justin Trudeau.

### 2017–2019:Remember me, Toronto
Poesía y cine
Mustafa actuó en el festival Fast in the 6 en la plaza Nathan Phillips el 1 de junio de 2018.
En marzo de 2019, el diseñador de moda italiano Pierpaolo Piccioli colaboró con Mustafa y otros tres poetas para la colección otoño/invierno 2019 de Valentino. Un verso de su poema "Desde la perspectiva del amor negro" se incluyó como parte de la colección. Mustafa describe su asistencia al espectáculo como una experiencia emocionante, al ver a las mujeres luciendo creaciones hechas para sus cuerpos. Vogue describió el evento como "la poesía está de moda de nuevo". Sus colaboraciones serían lucidas por Emilia Clarke en el estreno de Juego de Tronos.
Siempre bajo el nombre de Mustafa the Poet, produjo y estrenó el 17 de marzo de 2019 Remember Me, Toronto, un cortometraje documental sobre la cultura del hip hop en Canadá. Creado para la comunidad canadiense de hip hop, el documental analiza las muertes y el duelo ocasionados por la creciente violencia con armas de fuego y las tasas de homicidios en Toronto en la última década. Mustafa afirmó que su objetivo era analizar la estructura sistémica que actúa en contra de las economías más pobres de la ciudad, y que quería darles a estos artistas la oportunidad de "reescribir sus recuerdos y los recuerdos de aquellos que perdieron". En la película, los artistas reflexionan sobre la naturaleza intergeneracional del trauma y la violencia con armas de fuego. Los artistas destacados incluyeron a Drake, Baka Not Nice, Gilla, Pilla B, TJin, Pressa, Loco City, Smiley, Top 5, Blockboi, Twitch, Jay Whiss, Puffy L'z, Rax, Booggz, Yung Lava y material de archivo del artista asesinado Smoke Dawg.
Música y composición
Mustafa ha coescrito varios sencillos populares como compositor, a menudo colaborando codo a codo con el productor de Toronto Frank Dukes .
En 2016 Mustafa comenzó a trabajar con Dukes y coescribió la canción "Attention" de The Weeknd en el álbum Starboy de este último, donde  además Mustafa grabaría algunos coros. Al año siguiente, coescribió dos canciones del álbum debut de Camila Cabello, Camila, "All These Years" y el sencillo " She Loves Control ". Se le incluyó en la lista de Now de músicos de Toronto a tener en cuenta en 2017. En 2019, coescribió el sencillo de los Jonas Brothers " Sucker ".
A ello le siguió el titulaje de todas las canciones del paquete de samples Parkscapes de Frank Dukes lanzado en junio de 2019, que posteriormente se usaría en el álbum Lover de Taylor Swift. Dedicó parte de las regalías de dicho álbum a su alma mater, la Regent Park School. Ese año CBC Music lo destacó como "uno de los 10 compositores canadienses que están escribiendo las canciones de mayor éxito en este momento". En 2020, ayudó una vez más a Frank Dukes a coescribir el sencillo de Shawn Mendes y Justin Bieber " Monster ".

### 2020-2023 -When Smoke Rises
El 10 de marzo de 2020 Mustafa lanzó su sencillo debut "Stay Alive". El sencillo estaba dedicado a aquellos que había perdido a causa de la violencia con armas de fuego, capturando con maestría la resiliencia de Regent's Park.   El sencillo fue producido por Frank Dukes y James Blake  y contó con numerosos cameos de raperos de Toronto, incluidos los miembros de Halal Gang, Puffy L'z y Mo-G, así como Lil Berete. El tema ahondaba sobre cuestiones como la resiliencia, la comunidad y las sombrías realidades de vivir al margen, una combinación perfecta. El sencillo llevó a Complex a incluir a Mustafa en la lista de Mejores Nuevos Artistas de marzo de 2020.
Mustafa lanzó su EP debut When Smoke Rises el 28 de mayo de 2021. Descrito como "música folk del centro de la ciudad", el EP fue escrito y producido con Simon on the Moon y Frank Dukes, además de James Blake, Jamie xx y Sampha, entre otros. El EP ganó el premio Juno 2022 al Álbum Alternativo del Año y fue preseleccionado para el Premio de Música Polaris 2021. 
Mustafa apareció en el álbum Heroes &amp; Villains de Metro Boomin de 2022, en la canción " Walk Em Down (Don't Kill Civilians) ", junto al rapero 21 Savage .
En julio de 2023 el hermano mayor de Mustafa, Mohamed Ahmed, murió en un tiroteo. Mustafa escribió una serie de textos dedicados a su hermano como homenaje en los días posteriores a su muerte, como "cuando compartíamos una habitación, no podía soportar lo poco que de ella me pertenecía; ahora no compartimos ni un mundo, y no puedo soportar lo poco que de él es mío, cuánto te llevaste contigo, cuánto de ti sigo viendo en él.”
El 4 de enero de 2024 Mustafa organizó un concierto benéfico en el Newark Symphony Hall de Nueva Jersey para la distribución de alimentos y suministros médicos en Gaza y Sudán con varios artistas, incluidos los músicos Clairo, Daniel Caesar, Stormzy, el comediante Ramy Youssef y los poetas Hala Alyan y Safia Elhillo. El concierto con entradas agotadas en el recinto con capacidad para 3.500 personas atrajo más de 220.000 visitas en directo en Instagram. Las ganancias del concierto se destinaron a la organización de ayuda Human Concern International for Palestine.

### 2024 -Dunya
El 27 de septiembren lanza su esperado álbum "Dunya” bajo el sello Jagjaguwar. El término “Dunya”, de origen árabe, se traduce como “el mundo con todos sus defectos”, reflejando las temáticas de fe, amor y duelo presentes en el disco. Sobre el fallecimiento de sus amigos y su hermano trazando el eje del disco, Mustafa asegura: "No creo que tenga ningún deseo de cantar sobre otra cosa. En esta vida, no alcanzaré a relatar de manera perfecta ninguna de las muertes que he vivido, y quiero darme una oportunidad real de cristalizar algunos de estos recuerdos".
El álbum cuenta con destacadas colaboraciones, incluyendo a Rosalía, quien produjo y prestó su voz y palmas en los coros de las canciones “I’ll Go Anywhere” y “Nouri”, aunque solamente aparece acreditada en la primera. Según Mustafa, ambas pistas se grabaron en Egipto donde estuvo con su familia, que había huido de Sudán. Mustafa expresó su profundo agradecimiento a Rosalía por su contribución en estas canciones. “Dunya” incluye aportaciones de artistas como Aaron Dessner, Clairo y Nicolas Jaar.
Para promocionar “Dunya”, en diciembre de 2024 Mustafa anunció una gira internacional, "Lost in the Dunya Tour" para febrero y mayo de 2025 en diversas ciudades de América del Norte y Europa.

## Discografía

### Álbumes
| Título | Detalles                                                                                |
| ------ | --------------------------------------------------------------------------------------- |
| Dunya  | - Lanzamiento: 27 de septiembre de 2024 - Sello: Jagjaguwar - Formatos: LP, CD, digital |

### EP
| Title            | Details                                                                                  |
| ---------------- | ---------------------------------------------------------------------------------------- |
| When Smoke Rises | - Lanzamiento: 28 de mayo de 2021 - Sello: Regent Park Songs - Formatos: LP, CD, digital |

### Sencillos
| Título            | Año  | Disco            |
| ----------------- | ---- | ---------------- |
| "Stay Alive"      | 2020 | When Smoke Rises |
| "Air Forces"      | 2020 | When Smoke Rises |
| "Ali"             | 2021 | When Smoke Rises |
| "The Hearse"      | 2021 | When Smoke Rises |
| "Name of God"     | 2023 | Dunya            |
| "Imaan"           | 2024 | Dunya            |
| "Gaza is Calling" | 2024 | Dunya            |
| "SNL"             | 2024 | Dunya            |

### Otras canciones en las listas
| Título                                                                               | Año  | Posiciones máximas | Posiciones máximas | Posiciones máximas | Posiciones máximas | Posiciones máximas | Disco             |
| Título                                                                               | Año  | US                 | US R&B/HH          | US Rap             | CAN                | WW                 | Disco             |
| ------------------------------------------------------------------------------------ | ---- | ------------------ | ------------------ | ------------------ | ------------------ | ------------------ | ----------------- |
| "Walk Em Down (Don't Kill Civilians)" (Metro Boomin and 21 Savage featuring Mustafa) | 2022 | 52                 | 19                 | 12                 | 28                 | 59                 | Heroes & Villains |

### Colaboraciones
| Título                                | Año  | Otro(s) Artista(s)      | Disco             |
| ------------------------------------- | ---- | ----------------------- | ----------------- |
| "Walk Em Down (Don't Kill Civilians)" | 2022 | Metro Boomin, 21 Savage | Heroes & Villains |
| "Toronto 2014"                        | 2023 | Daniel Caesar           | Never Enough      |
| "Plane Trees"                         | 2024 | Omar Apollo             | God Said No       |

### Créditos de composición de canciones
| Año  | Artista                      | Disco                                      | Canción                                    |
| ---- | ---------------------------- | ------------------------------------------ | ------------------------------------------ |
| 2016 | Brendan Canning              | Home Wrecking Years (credited as vocalist) | Home Wrecking Years (credited as vocalist) |
| 2016 | The Weeknd                   | Starboy                                    | "Attention"                                |
| 2017 | BRIDGE                       | Wreck                                      | "Lord Knows"                               |
| 2018 | Camila Cabello               | Camila                                     | "All These Years"                          |
| 2018 | Camila Cabello               | Camila                                     | "She Loves Control"                        |
| 2018 | Black Atlass                 | Pain & Pleasure                            | "Fantasy"                                  |
| 2018 | Hello Yello                  | Love Wins                                  | "Feel That Again"                          |
| 2019 | Jonas Brothers               | Happiness Begins                           | "Sucker"                                   |
| 2019 | SAFE                         | Stay                                       | "No Rush"                                  |
| 2019 | SAFE                         | Stay                                       | "Red Light"                                |
| 2019 | SAFE                         | Stay                                       | "Wasteland"                                |
| 2019 | SAFE                         | Stay                                       | "Summer's End 2"                           |
| 2019 | SAFE                         | Stay                                       | "Piano"                                    |
| 2019 | SAFE                         | Stay                                       | "Nobody Cares"                             |
| 2019 | SAFE                         | Stay                                       | "R U Scared, Pt. 2"                        |
| 2019 | Majid Jordan                 | sencillo independiente                     | "Caught Up" (feat. Khalid)                 |
| 2020 | Shawn Mendes y Justin Bieber | Wonder                                     | "Monster"                                  |
| 2021 | Charlotte Day Wilson         | Alpha                                      | "Keep Moving"                              |
| 2021 | Nemahsis                     | sencillo independiente                     | "What If I Took It Off For You?"           |
| 2023 | Omar Apollo                  | sencillo independiente                     | "3 Boys"                                   |

## Filmografía
| Cine y televisión | Cine y televisión    | Cine y televisión | Cine y televisión    |
| Año               | Título               | Role              | Notas                |
| ----------------- | -------------------- | ----------------- | -------------------- |
| 2019              | Remember me, Toronto |                   | Productor y director |

## Premios y nominaciones

### Música
| Año  | Certamen                         | Premio                           | Nominado por                | Ref    |
| ---- | -------------------------------- | -------------------------------- | --------------------------- | ------ |
| 2019 | 60 Premios Grammy                | Mejor disco urban contemporáneo  | Starboy (como compositor)   |        |
| 2019 | 61 Premios Grammy                | Mejor disco de pop               | Camila (como compositor)    |        |
| 2020 | Premios Pop BMI                  | Premio a la canción              | "Sucker" (como compositor)  | [ 60 ] |
| 2020 | Premios SOCAN                    | Pop Music Awards[cita requerida] | "Sucker" (como compositor)  |        |
| 2021 | Premios SOCAN                    | Pop Music Awards                 | "Monster" (como compositor) | [ 61 ] |
| 2021 | Premios AIM                      | Mejor canción independiente      | "Air Forces"                | [ 62 ] |
| 2021 | Premio Polaris de la Música 2021 | Premio Polaris de Música         | When Smoke Rises            |        |
| 2022 | Juno Awards 2022                 | Disco alternativo del Año        | When Smoke Rises            |        |
| 2022 | Juno Awards 2022                 | Compositor del Año               |                             |        |
| 2022 | Premio Prism                     | Mejor vídeo musical              | "Ali" (video musical)       | [ 63 ] |
| 2022 | Premio Prism                     | Premio Willie Dunn               |                             | [ 64 ] |
| 2024 | Premio Prism                     | Mejor vídeo musical              | "Name of God"               |        |